# Challur, Gangawati
Challur là một làng thuộc tehsil Gangawati, huyện Koppal, bang Karnataka, Ấn Độ.